# Dorótheos Próios
 (février 2025).
Si vous disposez d'ouvrages ou d'articles de référence ou si vous connaissez des sites web de qualité traitant du thème abordé ici, merci de compléter l'article en donnant les références utiles à sa vérifiabilité et en les liant à la section « Notes et références ».
Dorótheos Próios (grec moderne : Δωρόθεος Πρώιος), né à Chios vers 1765 sous le nom de Dimítris Próis ou Progákis, et mort à Constantinople le 3 juin 1821, est un théologien, écrivain, mathématicien, enseignant et métropolite grec de Philadelphie en Asie Mineure, puis d'Andrinople. Il a été le directeur du Collège grec orthodoxe de Phanar à Constantinople entre 1804 et 1807.
Dorótheos Próios est un saint de l'Église orthodoxe et est honoré le 3 juin, jour de son martyre.

## Biographie
Il a complété ses études formelles dans son pays natal et à l'école Patmiáda (el), à Patmos, avec le professeur Daniíl Keraméas. Entre 1786 et 1793, il étudie la philosophie et la physique à l'université de Pise, à celles de Florence et de Paris. Il retourne ensuite dans son pays natal. De 1793 à 1796, il enseigne la physique et les mathématiques à l'école de Chios, puis de 1797 à 1799, il enseigne à l'Académie princière de Bucarest, suivant Konstantínos Chantzéris, alors Dragoman de la Flotte et plus tard souverain de Valachie. En 1800, il est reçu à l'École polytechnique de Paris,, et rencontre Adamántios Koraïs.
En 1804, Dimítrios Mouroúzis (el) fonde l'école patriarcale de Xirokrine (el) à Kuruçeşme (en), un quartier de Constantinople. Dorótheos Próios est nommé directeur de cette institution ancêtre du Collège grec orthodoxe de Phanar,. Pendant trois ans, il réussit à attirer une multitude de nouveaux étudiants, en établissant de nouvelles méthodes d'enseignement qu'il développe en collaboration avec Koraïs, qui était à Paris. Il y a enseigné la physique, les mathématiques, la géométrie, la philosophie et la logique. Il a également organisé la bibliothèque de l'école, ainsi que la collection de matériel pédagogique pour des matières telles que la géographie, la physique et la chimie. Il est resté à la tête de l'école jusqu'en 1807, date à laquelle il a été élu métropolite de Philadelphie, en Asie Mineure.
En 1813, par décision du Patriarcat œcuménique de Constantinople, il fut transféré à la métropole d'Andrinople, où il réorganise le lycée de la ville. Il organise une école et une bibliothèque avec la collaboration de G. Sakellaríou d'Andrinople, qui était l'un des marchands les plus riches d'Autriche. Stéfanos Karatheodorís (el) est nommé directeur et Dorótheos Próios enseigne également la théologie, la philosophie et les sciences.
Ses écrits comprennent principalement des manuels scolaires, non publiés, tandis qu'il a également collaboré à la rédaction de le Grand lexique de la langue grecque, dont le premier tome est publié à Constantinople en 1819.

### Emprisonnement et martyre
Avec le début de la Révolution dans les Principautés danubiennes, le sultan demanda la libération sous caution de sept archiprêtres, dont Dorótheos Próios. Les autorités turques l'arrêtèrent alors et l'emprisonnèrent à Constantinople, dans la prison de Bostantzís avec les évêques également arrêtés de Joseph de Thessalonique (el), Athanase de Nicomédie (el), Grégoire de Derkoi (el), Eugène d'Anchialos (el), Denys d'Éphèse (el) et Ioanniki de Tarnovo (en Bulgarie).
Le 10 avril, le patriarche Grégoire V de Constantinople est pendu, suivi le même jour par la pendaison des archiprêtres Athanase de Nicomédie, Eugène d'Anchialos et Denys d'Éphèse. Le 3 juin 1821, les pendaisons des métropolites encore emprisonnés eurent lieu dans différentes parties de Constantinople : les métropolites Dorótheos Próios d'Andrinople et Ioanniki de Tarnovo à Arnavutköy, le métropolite Joseph de Thessalonique à Neochóri (en) et le métropolite Grégoire de Derkoi à Tarabya.